# استیون نداروزیک
استیون نداروزیک (انگلیسی: Stephen Nedoroscik؛ ‎/ˌnɛdəˈrɒzɪk/‎ NED-ə-ROZ-ik؛ زادهٔ ۲۸ اکتبر ۱۹۹۸) ژیمناست هنری اهل ایالات متحده آمریکا است.